# Сігге Янссон
Сігге Скорпан Янссон (швед. Sigge Skorpan Jansson, нар. 10 листопада 2005, Гетеборг, Швеція) — шведський футболіст, півзахисник клубу «Геккен».

## Ігрова кар'єра

### Клубна
Сігге Янссон народився у місті Гетеборг і з 2013 року грав в молодіжній команді місцевого клубу «Геккен». З яким у 2022 році виграв юнацьку першість Швеції. 
В квітні 2023 року Янссон підписав з клубом перший професійний контракт, розрахований на три роки. І тоді ж був переведений до першої команди. 15 квітня 2023 року у матчі третього туру чемпіонату Швеції проти «Кальмара» Янссон дебютував на професійному рівні в складі першої команди «Геккена».
1 вересня 2023 року футболіст відбув в оренду до кінця сезону в клуб Третього дивізіону «Твоокер». 29 травня 2025 року Сігге Янссон взяв участь у переможному для «Геккена» фіналі Кубка Швеції.

### Збірна
У 2022 році Янссон почав свої виступи в складі юнацької збірної Швеції (U-19).

## Титули
Геккен
 Переможець Кубка Швеції: 2024/25